# Introduction to Buddhism and Tantric Meditation
Az Introduction to Buddhism and Tantric Meditation (magyarul: Bevezetés a buddhizmusba és a tantrikus meditációba) a könyv címének megfelelően egy bemutató jellegű könyv a buddhizmus iránt érdeklődők számára. Az első rész a My Land and My People című 1962-ben kiadott dalai láma könyv egyik részlete.

## Tartalma
A 14. dalai láma, Tendzin Gyaco az előszóban elmeséli, hogy a könyv két részét évekkel korábban írta. Voltak, akiket általánosságban érdekelt a buddhizmus, másokat pedig a tantra gyakorlata érdekelt. Buddha tanításai összefoglalhatók magaviseleti és világnézeti témákra. A viselkedés lényege, hogy ha tudunk, akkor segítsünk másoknak, vagy ha nem tudunk, akkor legalább ne ártsunk senkinek, ez az erőszakmentesség. A világnézet arra vonatkozik, miképp tekintünk a valóságra, hogyan értelmezzük azt Buddha úgy magyarázta, hogy semmi nem létezik csak úgy önmagában, más dolgok függvényében van csak értelme a létezésről beszélni. Amint az őket fenntartó körülmények megszűnnek, a dolgok is elmúlnak, megszűnnek. A dalai láma elmagyarázza, hogy a buddhista elmélet ezen részeit praktikus okokból érdemes alkalmazni a hétköznapi életben. Mivel az élet gyorsan elmúlik, érdemes mindenkor figyelemmel lenni a saját motivációnk felé. A tudatos odafigyelés által értelmesebbé válik az élet.
A dalai láma saját bevallása szerint a tantrikus meditációval foglalkozó részt a komoly gyakorlóknak szánta. A könyv instrukcióit az előzetes tapasztalatokat nélkülöző gyakorlók is alkalmazhatják, ezért a könyvben egyszerű vizualizációk szerepelnek, hagyományos mantra és szertartásos recitációk, valamint meditációs istenalakok ürességre való lebomlásának vizualizációi. A hittel végzett gyakorlatok hatalmas segítséget nyújthatnak a mentális tisztulásban és érdemszerzésben. A dalai láma nagy hangsúlyt helyez a gyakorlatok rendszeres végzésére.